# Astragalus kahiricus
Astragalus kahiricus es una especie de planta herbácea perteneciente a la familia de las leguminosas. Es originaria de Asia.
Es un arbusto perennifolio que se encuentra en Egipto, Pakistán, Turkmenistán en Chardyui y Uzbekistán en Surhandarinskaya.

## Taxonomía
Astragalus kahiricus fue descrita por  Augustin Pyrame de Candolle y publicado en Prodromus Systematis Naturalis Regni Vegetabilis 2: 292. 1825.
Etimología
Astragalus: nombre genérico derivado del griego clásico άστράγαλος y luego del Latín astrăgălus aplicado ya en la antigüedad, entre otras cosas, a algunas plantas de la familia Fabaceae, debido a la forma cúbica de sus semillas parecidas a un hueso del pie.
kahiricus: epíteto latíno que significa  "comestible".
sinonimia
- Astragalus aegyptiacus Spreng.
- Astragalus isopetalus Boiss.
- Astragalus longiflorus Delile
- Astragalus subkahiricus Gontsch.